# 馬場楠井手
馬場楠井手（ばばくすのいで）は、熊本県菊池郡菊陽町馬場楠から熊本市中央区渡鹿までの約13kmを結ぶ農業用水路。
慶長13年（1608年）、加藤清正によって開削され、現在も現役で使用されている。
400年前とはとても思えない技術を駆使した水路であり、平時も渇水時も洪水時でも一定水量を確保居し且つ堆積物で詰らない機構・鼻ぐりや「吐」といった機構を持つ。

## 400年前の流量調整機構
阿蘇を水源とする白川水系は火山灰土壌の為に土砂の堆積が酷く、また水量の変動が激しい。そこで常に一定量の水量を確保する為に、また堆積物等へのメンテナンス軽減の為の様々な工夫が成されている。
馬場楠堰の取水地から取り入れられた水は、白川の南側を高低差のある2本の用水路に分けられる。低い方の支流には「吐」と呼ばれるオーバーフロー機構があり、溢れた水は白川に戻され、残った水は再度合流する。この機構により洪水時でも渇水時でも変わらぬ水量を保証する。

## 鼻ぐり
馬場楠堰から約3km下流にある機構。現在の菊陽町曲手の辺りは強固な岩盤の上に深い水路を掘るしかなく、よって井手の工事は難関であり、しかも阿蘇の火山灰の堆積により、メンテナンス費用の予想も馬鹿にならなかった。そこで堅い地盤を利用し水路の上にカマボコ型の堰に似た機構を100個所以上連続して設置し、水流による渦効果で火山灰の堆積を防いだ。

## 流域の観光地など
- 鉄砲小路（てっぽうこうじ）<地元では（てっぽこうじ）と話す>

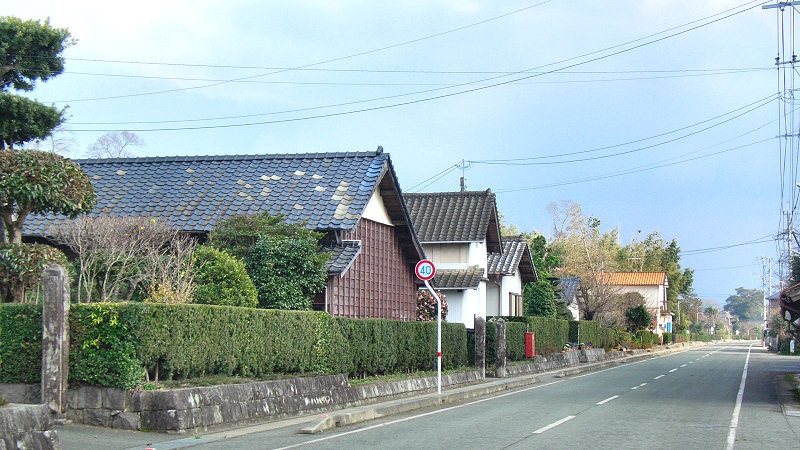
鉄砲小路

  - 江戸時代に鉄砲隊の一部が居住していた地域で、屋敷林や石垣が残っている。現在は住宅地であるが、住民の手によって町並みを残す努力がなされている。くまもと景観賞受賞、くまもとアートポリス選定既存建造物。
- 菊陽杉並木公園さんさん
- 味噌・醤油資料館

## 流域の自治体
熊本県
菊陽町
熊本市